# Saison 2015-2016 du Dijon FCO
Maillots
Chronologie
Saison précédente Saison suivante
La saison 2015-2016 du Dijon FCO est la onzième du club en deuxième division, la quatrième consécutive au sein de ce championnat. C'est aussi la dix-huitième de l'histoire du club.
L'équipe est dirigée pour la quatrième saison consécutive par Olivier Dall'Oglio, qui occupe le poste d'entraîneur depuis juin 2012, tandis que le club est présidé par Olivier Delcourt depuis 2012. L'équipe repart sur un cycle de deux ans. L'objectif à court terme est de rester un bon club de Ligue 2 pour remonter en Ligue 1 dans quelques années.

## Avant-saison

### Transferts et préparation

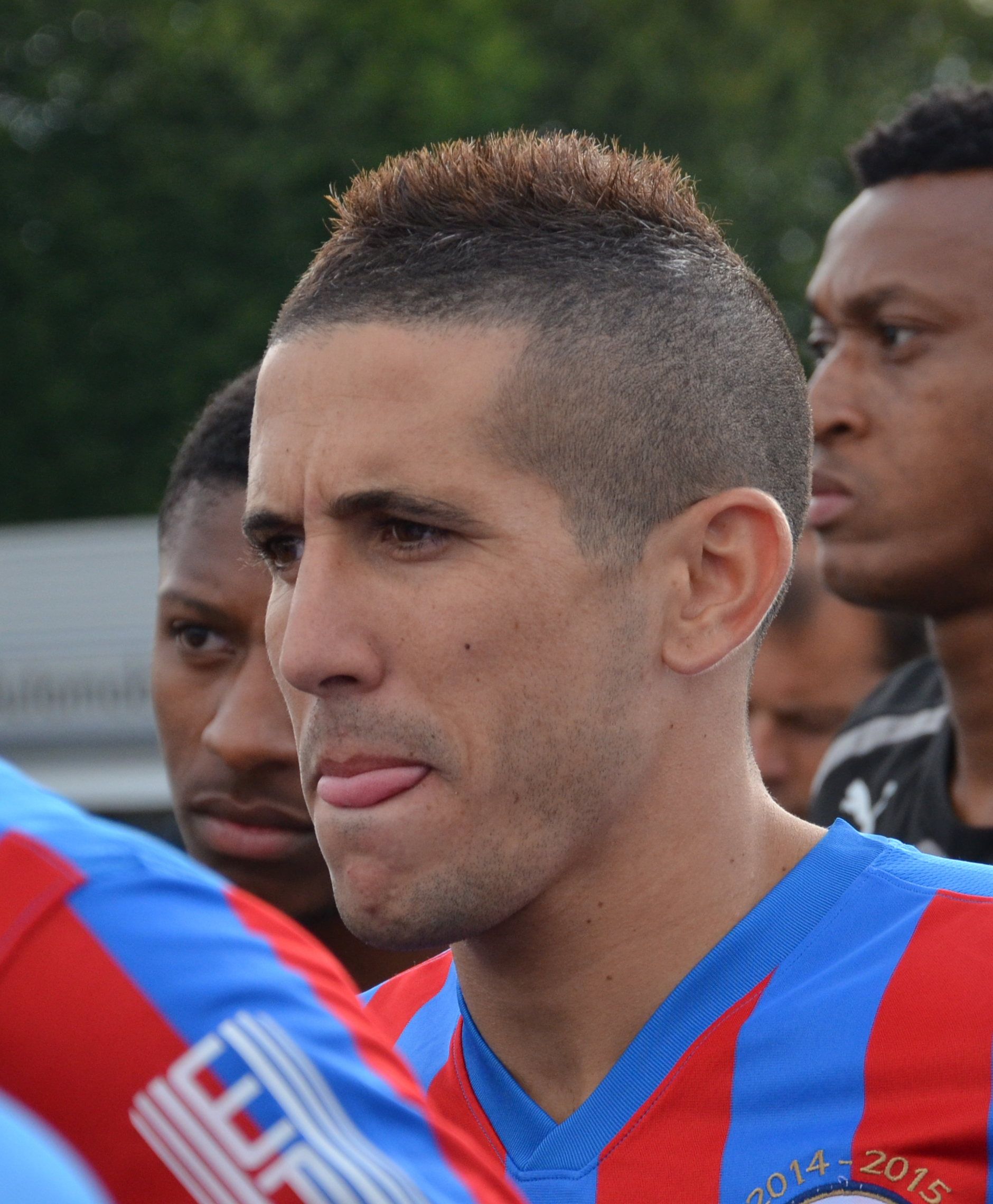
Florient Raspentino n'est pas conservé à l'issue de son prêt.

En fin de cycle, neuf joueurs en fin de contrat quittent le Dijon Football Côte-d'Or cinq jours après le dernier match de la saison 2014-2015. Il s'agit de joueurs peu utilisés tels Zié Diabaté, Pierre Lemonnier, Kévin Rodrigues ou Eliott Sorin, mais aussi de cadres comme Samuel Souprayen, William Rémy, Pape Paye et Ousseynou Cissé. Florent Perraud, le deuxième gardien, lui aussi en fin de contrat, quitte également le club. Florian Raspentino, prêté depuis janvier par le SM Caen, n'a pas convaincu le staff et repart lui aussi. La même journée, le milieu de terrain formé au club Jordan Marié signe lui une prolongation de contrat, et le jeune gardien Enzo Basilio signe son premier contrat professionnel. Le lendemain, deux arrivées sont officialisées : celles d'Arnaud Souquet, en provenance du Poiré-sur-Vie, et de Pierre Lees-Melou de l'US Lège Cap-Ferret. Dans les rumeurs depuis quelque temps, l'arrivée du défenseur Quentin Bernard est elle actée le 29 mai. Le 17 juin, le club annonce le départ du milieu de terrain formé au club Florent Mollet vers l'US Créteil-Lusitanos. Vingt-quatre heures plus tard, c'est le défenseur Zakaria Diallo qui résilie son contrat pour s'engager à Ajaccio. En fin de contrat avec son club, Frédéric Sammaritano est annoncé au DFCO dès le 19 juin,. Cependant, le club n'officialise le transfert que trois jours plus tard, à la suite de la visite médicale du joueur. Le 23 juin, l'attaquant Charly Dutournier signe au club en provenance du Stade bordelais. Il est prêté dans la foulée en National pour avoir du temps de jeu.

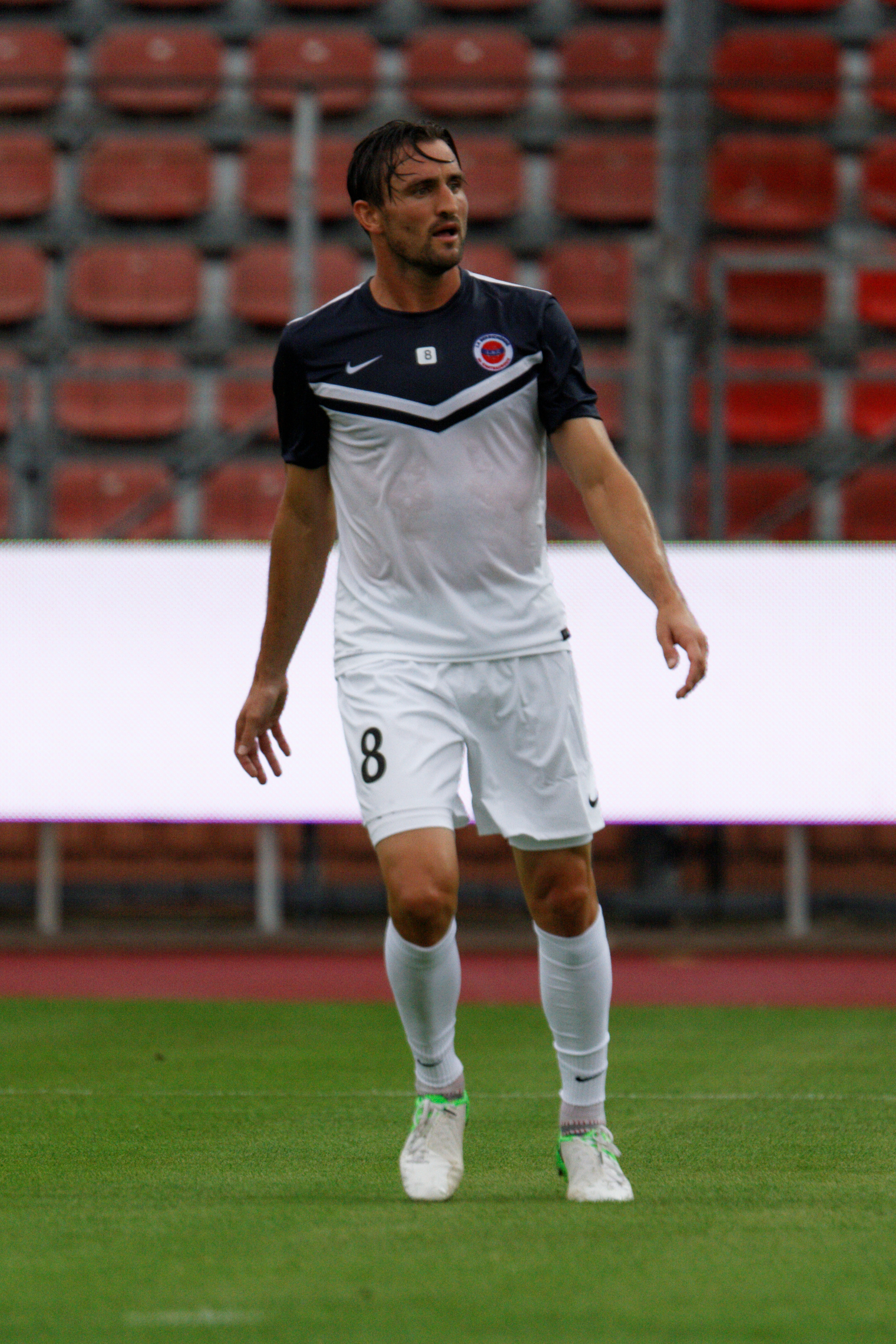
Grégory Thil résilie son contrat avec le club.

La reprise de l'entraînement est prévue le 23 juin pour les joueurs, et sera suivie d'une semaine de stage au Chambon-sur-Lignon du 28 juin au 4 juillet. Vingt-et-un joueurs prennent part au premier entraînement. Mouhameth Sané, Mamadou Thiam et Julio Tavarès sont toujours en vacances, à la suite de leurs sélections internationales en fin de saison dernière. Le gardien Léo Muller et le milieu de terrain Erwan Maury, deux joueurs issus de l'équipe réserve, ainsi qu'Anthony Belmonte, joueur du FC Istres OP à l'essai durant une semaine, complètent le groupe. Après la première séance, le club annonce l'arrivée d'un nouveau joueur pour la place de troisième gardien : il s'agit de  Christopher Dilo . À la recherche d'un défenseur central, l'arrivée de Christopher Jullien est officialisé la veille du début du stage au Chambon-sur-Lignon. Son essai ayant convaincu le staff, Anthony Belmonte s'engage pour deux saisons avec le DFCO le 29 juin. Le 1er juillet, le club libère Grégory Thil de sa dernière année de contrat.

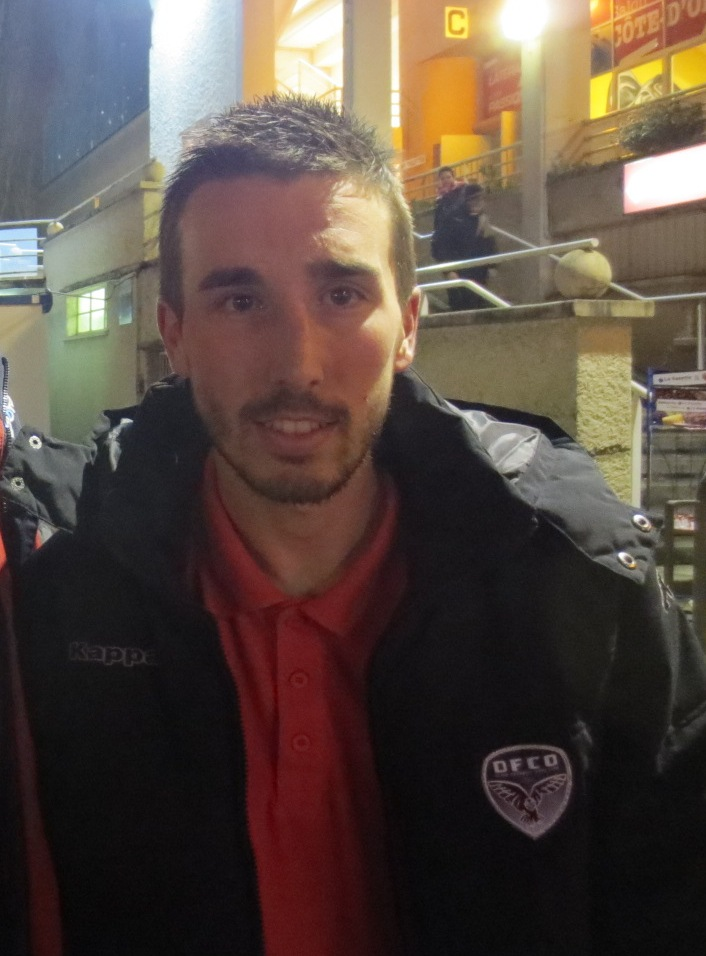
Romain Amalfitano est le premier buteur de la saison.

La semaine de stage en Haute-Loire se termine par une victoire lors du premier match amical face au Tours FC de Marco Simone sur le score de 3-0. Julio Tavarès reprend l'entraînement le 6 juillet et quatre jours après, prolonge son contrat de deux années, soit jusqu'en 2018. Mouhameth Sané, qui avait disputé la Coupe du monde U20 en fin de saison passée, reprend en même temps que le cap-verdien, alors que la date de sa reprise était fixée au 20 juin. Cela lui permet de commencer son travail physique avec le groupe professionnel et non l'équipe réserve comme cela aurait dû être le cas. Le 11 juillet, le deuxième match amical contre l'AJ Auxerre se conclut sur le score d'un but partout. Quatre jours plus tard, le DFCO s'incline lors de son troisième match de préparation face au Football Bourg-en-Bresse Péronnas 01 par la plus petite des marges : un but à zéro. Lors de cette rencontre, le gardien Christopher Dilo a joué ses premières minutes sous le maillot dijonnais. Prévu le lendemain, la rencontre amicale contre le FC Metz est finalement annulée à la suite du refus de l'entraîneur messin de jouer sur une pelouse en mauvais état. Près de trois semaines après la signature de la dernière recrue, l'international marocain Ahmed Kantari donne sa parole au président pour s'engager au DFCO, avec un contrat de trois années plus une en option en cas de montée en Ligue 1. Mais quelques jours plus tard, alors qu'il était attendu au centre des Poussots pour signer son contrat, le joueur informe le club de son désengagement, et rejoint le Toronto FC, en MLS. Le président Olivier Delcourt se déclare alors « déçu, mais pas abattu » et signale que le club « a d'autres pistes ».
Entre-temps, l'équipe a subi sa deuxième défaite en match amical le samedi 18 juillet, en s'inclinant contre Sochaux trois buts à un. Julio Tavarès inscrit son premier but de la saison. Six jours plus tard, il récidive en ouvrant le score face à l'UNFP lors du dernier match amical de pré-saison, remporté six à un. Le même jour, l'attaquant révélé en fin de saison dernière Mamadou Thiam signe son premier contrat professionnel, d'une durée de deux saisons, plus une en option en cas de montée.

### Problèmes extra-sportifs
Le 24 juin, Sébastien Pérez et Olivier Delcourt tiennent une conférence de presse pour signifier le départ du directeur sportif. Ce départ se fait d'une « volonté commune ». Au club depuis 2012, l'ancien professionnel ne sera pas remplacé.
Peu de temps après la fin de la saison 2014-2015, la LFP annonce que seuls deux clubs accéderont à la Ligue 1 au terme de la saison 2015-2016. Plusieurs présidents de clubs de Ligue 2 expriment leur mécontentement, dont celui du DFCO qui estime que « le championnat perd en intérêt » et que cela est « dangereux pour la Ligue 2 ». Comme il l'avait annoncé, Frédéric Thiriez s'engage à proposer au Conseil d'Administration de la Ligue de repousser la décision d'une saison à la suite du report de la décision concernant les montées et descentes entre la Ligue 2 et le National. Mais le 9 juillet, le Conseil d'Administration refuse cette proposition et confirme qu'il n'y aura que deux montées en 2015-2016. Une fois de plus, Olivier Delcourt fais part de son énervement en jugeant le comportement de la Ligue « inadmissible ». Un boycott de la première journée de championnat est même envisagé après que le président Delcourt est annoncé que des discussions entre clubs auront lieu et que des « décisions seront prises ». Les présidents boycottent alors le tirage au sort de la Coupe de la Ligue. Finalement, la FFF annule la décision de la Ligue et confirme qu'il  aura trois montées en Ligue 1 lors de la saison 2015-2016.
À la suite de la démission de dix-neuf clubs de Ligue 1 de l'UCPF,, Olivier Delcourt prend encore la parole devant les médias, considérant qu'il est « regrettable de créer un syndicat qui représenterait l'élite ». Il regrette notamment la décision d'Angers de voter pour le passage à deux montées et deux descentes, qualifiant la position du président Saïd Chabane d'« intolérable ».

## Récit de la saison sportive

### Un début mitigé
La saison démarre pour le DFCO, comme pour la majorité des clubs de Ligue 2, le 31 juillet avec la première journée de championnat. Deux jours avant la rencontre, Yohann Rivière se blesse à l'entraînement et est indisponible un mois. Le match à Ajaccio se conclut par un score nul et vierge de zéro à zéro, mais Olivier Dall'Oglio « reste satisfait de la prestation de [son] équipe. ». C'est l'occasion pour Anthony Belmonte, Quentin Bernard, Christopher Jullien, Pierre Lees-Melou, Frédéric Sammaritano et Arnaud Souquet de disputer leur premier match officiel sous les couleurs dijonnaises. Durant la partie, un premier problème intervient : une panne d'électricité intervient au Stade François-Coty, arrêtant le jeu pendant quelques instants. La première rencontre à domicile se concrétise par une victoire nette trois à zéro, avec un doublé du cap-verdien Julio Tavarès. Cela permet à l'équipe de monter sur le podium du championnat, derrière Le Havre et Créteil qui ont gagné leurs deux premiers matchs. Cependant, pour sa première titularisation en professionnel, Pierre Lees-Melou se blesse après un quart d'heure de jeu. Le bilan médical conclut une fracture du cinquième métatarse, ce qui prive le joueur de terrain durant environ trois mois. Le mardi 11 août, le DFCO s'impose lors du premier tour de la Coupe de la Ligue face à Créteil à la suite de la séance de tirs au but. Ce match est notamment marqué par trois pénaltys marqués durant le match : ceux de Frédéric Sammaritano et Julio Tavarès contre celui de Rafaël Dias. C'est également le premier match professionnel d'Erwan Maury.

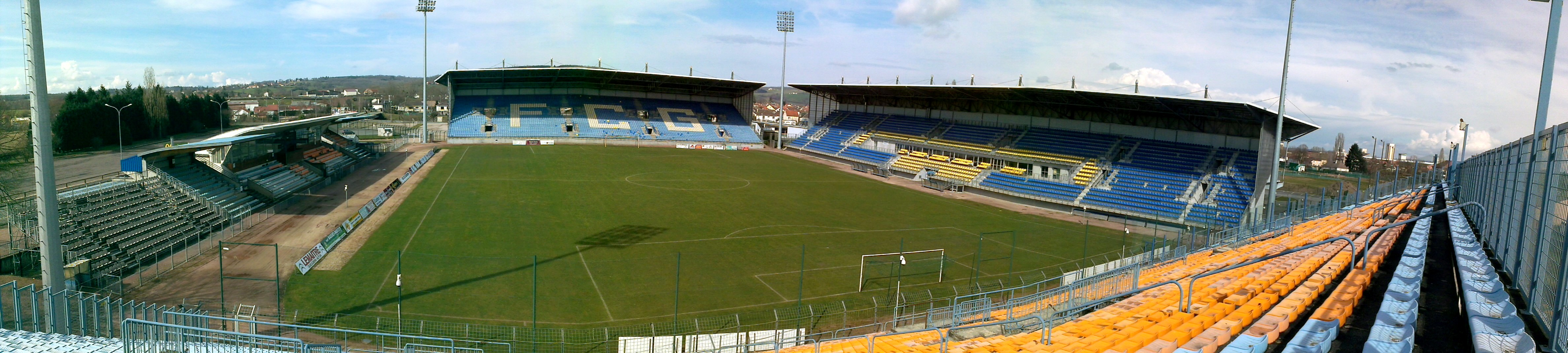
Le Stade Jean-Laville où les dijonnais s'inclinent le 14 août.

Peu avant le début du quatrième match officiel de la saison, le prêt pour une saison de l'international espoirs français Granddi Ngoyi est officialisé, en provenance de Palerme. Il s'agit du « milieu défensif ayant de l’expérience » que recherchait Olivier Dall'Oglio en début de mercato. Durant la même soirée, le DFCO subit sa première défaite en match officiel de la saison face au promu Bourg-en-Bresse Péronnas sur le score de deux à un. Christopher Jullien marque son premier but en championnat sous les couleurs dijonnaises à cette occasion.

### Record de victoires consécutives

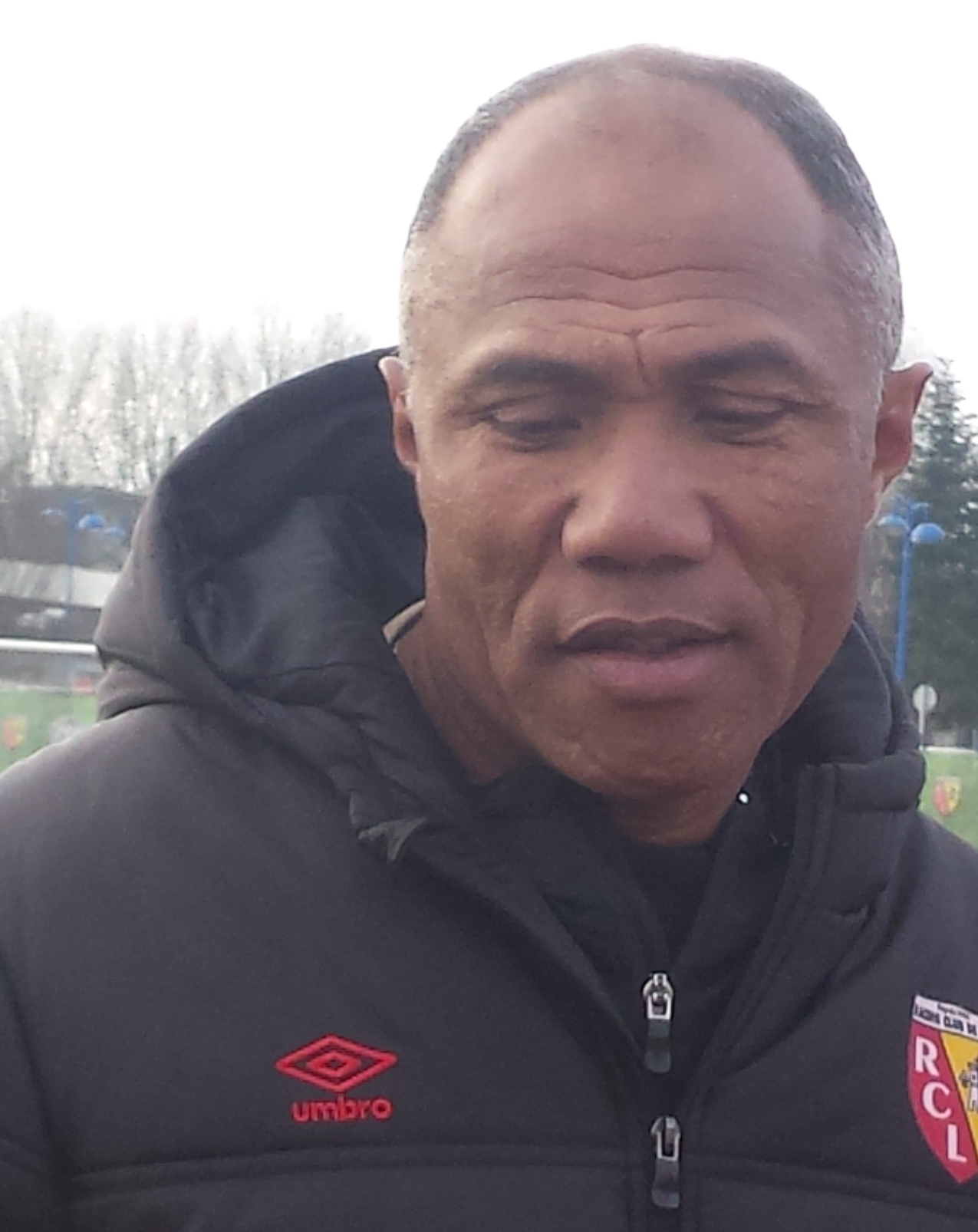
Antoine Kombouaré et son équipe sont défaits 2-0 au Stade Gaston-Gérard.

La semaine suivante, l'équipe l'emporte à domicile face au Racing Club de Lens deux à zéro, malgré le fait que Lalaina Nomenjanahary est tiré sur la barre transversale. À cette occasion, les milieux offensifs Romain Amalfitano et Jérémie Bela se distinguent en marquant leur premier but de la saison. Ce dernier, formé au RCL, rend hommage à son club formateur en ne célébrant pas son but. Cinq jours plus tard en Coupe de la Ligue, le Dijon Football Côte-d'Or se mesure au Football Club de Metz. Après l'exclusion de l'argentin Juan Kaprof après une demi-heure de jeu, le premier but professionnel de Mamadou Thiam, ainsi que celui de Loïs Diony à dix minutes du terme de la rencontre, permet au club de l'emporter deux à zéro et de se qualifier en seizièmes de finale. Le 28 août, pour leur troisième match à domicile en huit jours, les dijonnais remporte leur troisième victoire de la saison en championnat sur le score de quatre à un face à l'US Créteil-Lusitanos. Le succès s'est forgé durant la première mi-temps grâce à deux buts contre-son-camp du défenseur cristollien Christophe Hérelle, tous deux ammenés par Julio Tavarès. En deuxième mi-temps, et ce malgré la réduction du score de Jean-Michel Lesage, Frédéric Sammaritano ouvre son compteur but en championnat et Loïs Diony inscrit lui sa quatrième réalisation de la saison.

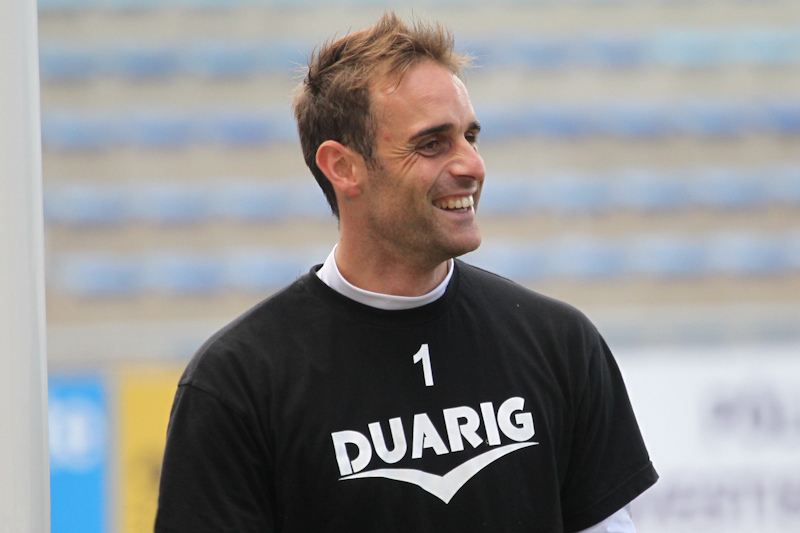
L'ancien dijonnais Lionel Cappone et le Stade lavallois s'inclinent 2-0 à Dijon.

Lors du dernier jour du mercato, le 31 août, le club se fait prêter pour une saison par le Stade rennais l'attaquant Wesley Saïd, international français dans les catégories de jeunes. Après une quinzaine de jours de trêve internationale où aucun dijonnais n'était sélectionné, le DFCO reprend la compétition le samedi 12 septembre à Valenciennes, en direct sur beIN Sports 1. Grâce à une bonne prestation de Sammaritano, les dijonnais l'emportent pour la troisième fois d'affilée en Ligue 2. Après un premier but contre son camp de Yunis Abdelhamid, Julio Tavarès inscrit son quatrième but de la saison sur penalty, puis Christopher Jullien aggrave le score avec sa deuxième réalisation en championnat. Ce succès permet au club de passer deuxième au classement, derrière le FC Metz. Le 18 septembre, les dijonnais s'imposent pour la septième fois de la saison, deux à un. Le troisième but de Christopher Jullien et le deuxième de Jérémie Bela cette saison en championnat permettent de répondre à Steven Fortes et de s'imposer pour conserver la deuxième place du club au classement.
Le déplacement au FC Sochaux-Montbéliard comptant pour la huitième journée a lieu dans un contexte particulier pour les locaux, après que leur entraîneur Olivier Echouafni a été démis de ses fonctions peu de temps auparavant. Lors de la rencontre, malgré deux poteaux en première mi-temps pour Sochaux, c'est Frédéric Sammaritano qui ouvre le score et permet au club de Dijon de l'emporter. En deuxième période, les deux équipes, via Julio Tavarès et Thomas Guerbert, ratent un penalty. Ce match, combiné au match nul entre Le Havre AC et le FC Metz, permet au Dijon FCO de prendre la tête du championnat. Quatre jours plus tard, le nouveau leader du championnat confirme sa bonne série en s'imposant une nouvelle fois, deux à zéro. C'est Christopher Jullien, grâce à ses quatrième et cinquième buts de la saison qui a permis à Dijon de gagner, après l'expulsion logique d'un lavallois en première mi-temps. Cette sixième victoire de suite en championnat constitue un nouveau record pour le club,.

### Baisse de rythme

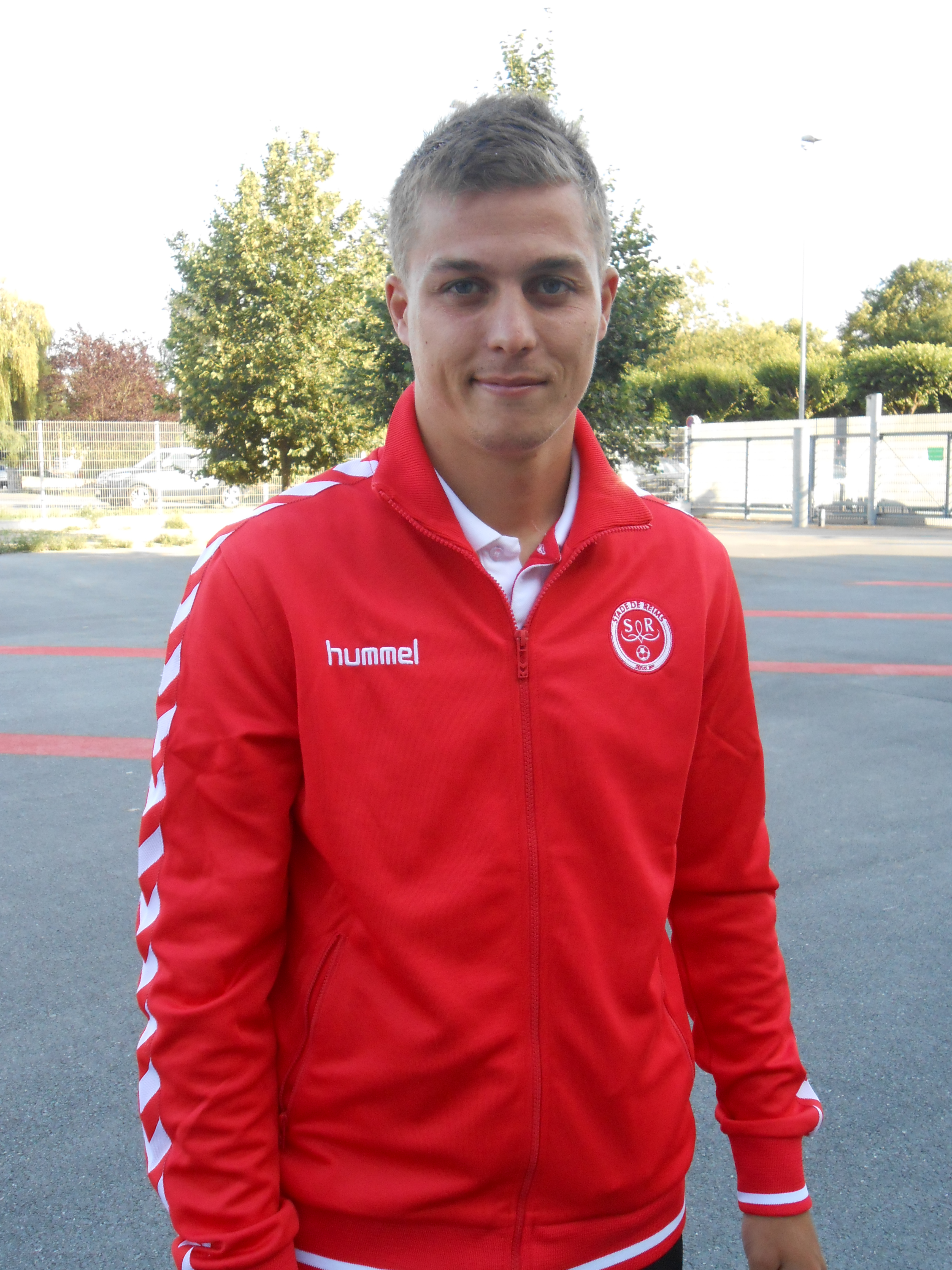
Nicolas de Préville et les rémois sont éliminés de la Coupe de la Ligue par le DFCO.

Le premier match de la saison sans Christopher Jullien, suspendu, constitue la deuxième défaite de la saison pour le Dijon FCO, un à zéro. C'est le nouvel appelé en équipe du Mali olympique Ibrahima Tandia qui, grâce à son premier but de la saison, offre la victoire au Tours FC. Après l'exclusion de Johan Gastien en tout début de seconde mi-temps, les dijonnais n'ont pas pu enchaîner avec une septième victoire consécutive. Pour combler le manque de compétition durant la trêve internationale, une opposition contre le FC Fleury 91, club de CFA, est organisé le 9 octobre. Seuls les joueurs peu utilisés disputent cette rencontre, qui se solde sur le score de quatre buts partout, avec un doublé de Christopher Jullien et des buts de Yohann Rivière et de Mamadou Thiam. Ce match est aussi la première apparition de Vincent Pullicino avec les professionnels. Le Dijon Football Côte-d'Or subit une nouvelle défaite lors de la reprise du championnat face à Évian Thonon Gaillard, avec une défaite trois buts à un. Malgré l'ouverture du score sur penalty de Frédéric Sammaritano, Sekou Keita, Cédric Barbosa et Kévin Hoggas offre la victoire à l'ETG. Les dijonnais restent tout de même en tête de la Ligue 2.

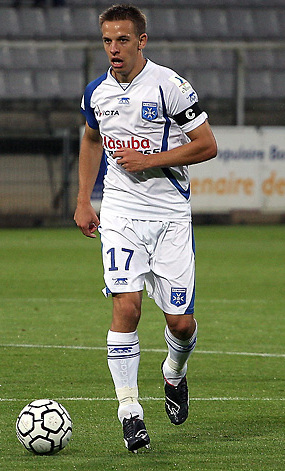
Benoît Pedretti est passeur décisif lors de la défaite dijonnaise à Nancy.

Quelques jours plus tard, et après ses deux premiers matchs de championnat, Erwan Maury signe un contrat professionnel, d'une durée de deux ans et demi. Le 24 octobre, et malgré le premier but de la saison de Cédric Varrault, les dijonnais obtiennent un match nul sur la pelouse du Nîmes Olympique, un à un. Cela permet à l'équipe de rester leader du championnat, à la différence de but. Le mercredi suivant, Loïs Diony et Jérémie Bela permettent au Dijon FCO d'éliminer Reims et de se qualifier en huitièmes de finale de la Coupe de la Ligue. La victoire aurait même plus être plus large sans la performance du gardien visiteur. En fin de semaine, le DFCO enchaîne avec une seconde victoire consécutive trois buts à un sur le Stade brestois 29. Lors de ce match, Cédric Varrault marque son deuxième but de la saison, et Mamadou Thiam inscrit sa première réalisation en Ligue 2. Le 9 novembre, les Nancéiens s'imposent trois à un face à des dijonnais « en grandes difficultés ». C'est Mamadou Thiam qui marque le but pour le DFCO, son deuxième en championnat.

### Regain de forme

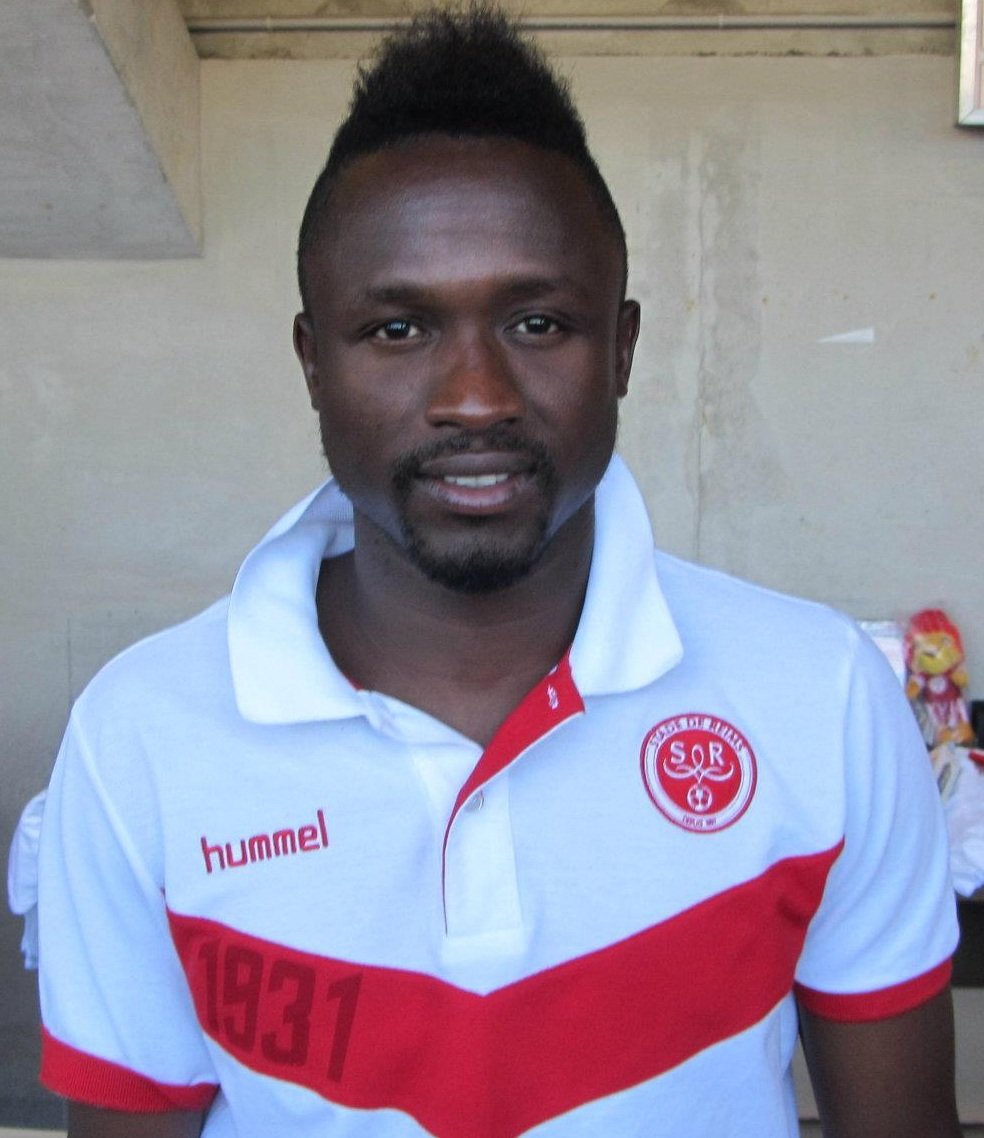
Bocundji Ca et le Paris FC sont défaits 0-3 à Charléty par le DFCO.

La semaine suivante, le club entre en lice en Coupe de France, au septième tour face au FC Veyle Saône. Ce match est une formalité pour Dijon, qui, habillé de bleu, inscrit neuf buts et n'en encaisse aucun. Pierre Lees-Melou a notamment inscrit trois buts et réalisé trois passes décisives, pour son retour à la compétition. Pour la reprise de la Ligue 2, Dijon l'emporte sur le Clermont Foot 63 quatre à un, grâce à un triplé de Julio Tavarès. Il réalise alors, et ce malgré son penalty manqué, le record du triplé le plus rapide de Ligue 2. La semaine suivante, l'attaquant cap-verdien inscrit un nouveau but en tout début de match face au Paris FC. La dixième victoire de la saison en Ligue 2 du club est accentuée par le sixième but de Loïs Diony et le premier d'Abdoulaye Bamba, pour une victoire finale trois à zéro. Cette défaite des parisiens entraîne le licenciement de Denis Renaud, leur entraîneur.

### Mauvaise fin d'année
Après cette série de trois victoires consécutives, et le place de leader retrouvée, le Dijon Football Côte-d'Or reçoit l'AJ Auxerre pour le derby bourguignon. Le match se conclut par un match nul zéro partout, sans occasion franche de part et d'autre. Pour le second match de Coupe de France de la saison, les dijonnais affrontent Sarreguemines,. Malgré l'ouverture du score de Julio Tavarès en première mi-temps, le Sarreguemines FC marque deux buts coup sur coup en deuxième période, et s'impose deux à un, ce qui entraîne l'élimination du Dijon FCO de la compétition. La semaine suivante, le calendrier offre un choc entre le leader et le troisième de Ligue 2. Malgré un inhabituel maillot blanc, les visiteurs s'imposent deux à un, grâce à des buts de Diony et d'Amalfitano, ce qui leur permet de prendre six points d'avance sur Metz. Cependant, l'entraîneur Olivier Dall'Oglio n'est pas tout à fait satisfait de la manière dont la victoire a été acquise. Quelques jours seulement plus tard, les rouges doivent se déplacer à Lorient pour le huitième de finale de Coupe de la Ligue. Du fait du calendrier chargé, des joueurs cadres tels Christopher Jullien, Baptiste Reynet, Julio Tavarès ou Cédric Varrault ne sont pas du voyage, ce qui profite à Mouhameth Sané et Nathan Bizet, qui fêtent tous deux leur première apparition sur une feuille de match professionnelle. Le match se conclut sur un score net : trois à zéro pour les locaux, dont un but de l'ancien dijonnais Romain Philippoteaux. Pour finir l'année 2015, les dijonnais reçoivent le Red Star en championnat. Malgré une première mi-temps dominée par les locaux, le match se conclut sur un score nul et vierge de zéro à zéro,. Vainqueur dans le même temps, c'est l'AS Nancy-Lorraine qui s'empare de la première place du classement à la trêve.

## Joueurs et le club

### Tenues
| Domicile | Extérieur | Third | Gardien | Gardien |

### Encadrement technique
Olivier Dall'Oglio est pour la quatrième saison consécutive l'entraîneur du DFCO. Ancien joueur de l'Olympique d'Alès et du Stade rennais notamment, il a rejoint le club dijonnais en 2010-2011 en tant qu'entraîneur-adjoint. Il devient l'année suivante responsable de la formation, avant de prendre la place de Patrice Carteron à l'été 2012.
Le reste du staff technique est inchangé par rapport à l'année dernière. Stéphane Jobard, au club depuis sa fondation en tant que joueur, entraîneur des moins de dix-neuf ans puis de l'équipe réserve reste à son poste d'entraîneur adjoint. Laurent Weber en tant qu'entraîneur des gardiens, Benjamin Guy en tant que préparateur physique et Maxime Flaman à la réathlétisation et à la vidéo sont toujours à leurs postes, et entament leur quatrième saison eux aussi à Dijon.
Le staff médical est toujours composé d'autant de membres. Le médecin Patrick Marion entame sa cinquième saison au club, alors que Nicolas Didry commence lui sa quatrième. Matthieu Maitrepierre est présent pour sa deuxième saison au DFCO.
Olivier Delcourt reste à son poste de président.

### Effectif professionnel
L'effectif professionnel est composé cette saison de vingt-six joueurs. Dans les buts, Baptiste Reynet est le numéro un. Il est suppléé par Enzo Basilio, qui est le deuxième dans la hiérarchie, puis par Christopher Dilo qui occupe la place de troisième gardien. Les défenseurs sont au nombre de sept pour cette année : Christopher Jullien, Steven Paulle, Cédric Varrault et le jeune Mouhameth Sané évoluent dans l'axe, alors qu'Abdoulaye Bamba, Quentin Bernard et Arnaud Souquet jouent eux en tant que latéraux. L'effectif possède cinq milieux de terrain axiaux qui sont Anthony Belmonte, Johan Gastien, Jordan Marié, Erwan Maury et Granddi Ngoyi. Pour les postes de milieux offensifs, ce sont Romain Amalfitano, Jérémie Bela, Jessy Benet, Pierre Lees-Melou et Frédéric Sammaritano qui se disputent les places. En attaque, le groupe se compose de six éléments : Yohann Rivière, Loïs Diony, Júlio Tavares, Wesley Saïd, Brian Babit et Mamadou Thiam. Certains joueurs peuvent cependant évoluer à d'autres positions sur le terrain, comme Ngoyi qui peut dépanner en défense centrale, Benet en tant que milieu axial, ou les attaquant Diony, Saïd, Babit et Thiam en tant que milieux offensifs excentrés.
Deux joueurs de l'effectif sont originaires de l'agglomération dijonnaise. Il s'agit du gardien de but Enzo Basilio, né à Dijon et au club depuis ses quatre ans, et du milieu de terrain Jordan Marié, qui effectue sa douzième saison au DFCO, qui a grandi et commencé à jouer au football dans la région. Dans une moindre mesure, Jessy Benet, natif du département voisin de Saône-et-Loire, peut aussi être considéré comme étant de la région.
Cédric Varrault est le capitaine de cette équipe pour la troisième saison consécutive. Lors de son absence, le brassard est porté par Steven Paulle ou Baptiste Reynet.

### Statistiques collectives
Aux classements généraux, le Dijon Football Côte-d'Or termine deuxième à chaque fois : avec quarante points et derrière les nancéiens pour le classement à domicile, avec trente points et derrière le Red Star pour le classement à l'extérieur. Au classement des attaques, les dijonnais sont en tête avec soixante-deux buts inscrits, soit deux de plus que leur dauphin. Cependant, ils sont troisième au classement des défenses, en ayant encaissé trente-six buts, quatre de plus que l'AS Nancy-Lorraine. L'équipe termine meilleure attaque à domicile en championnat en ayant marqué trente-cinq buts, à égalité avec l'ASNL.
Leader du classement durant vingt journées, le Dijon FCO réalise son record de points en Ligue 2, avec 70 unités durant cette saison.
| Compétition       | Matches joués | Matchs gagnés | Matchs nuls | Matchs perdus | Buts marqués | Buts encaissés | Différence de buts |
| ----------------- | ------------- | ------------- | ----------- | ------------- | ------------ | -------------- | ------------------ |
| Matchs amicaux    | 7             | 3             | 2           | 2             | 19           | 11             | + 8                |
| Ligue 2           | 38            | 20            | 10          | 8             | 62           | 36             | + 26               |
| Coupe de France   | 2             | 1             | 0           | 1             | 10           | 2              | + 8                |
| Coupe de la Ligue | 4             | 2             | 1           | 1             | 7            | 7              | 0                  |
| Total             | 51            | 26            | 13          | 12            | 98           | 56             | + 42               |

### Statistiques individuelles
En championnat, Loïs Diony est le meilleur buteur du club, et Frédéric Sammaritano est le meilleur passeur.
Auteur de huit buts de la tête en championnat, Christopher Jullien est le joueur ayant le plus marqué grâce à cette partie du corps. Grâce à leurs onze réalisations, Loïs Diony et Júlio Tavares se classent respectivement huitième et dixième au classement des buteurs. Ils sont aussi quatrième et neuvième au nombre de buts par temps de jeu, avec un but toutes les 202 minutes pour Diony et un but toutes les 277 minutes pour Tavares. Ce dernier est également le septième joueur à avoir le plus marqué à domicile, avec sept buts.
Au classement des passeurs, Frédéric Sammaritano termine au troisième rang, avec dix passes décisives. L'ancien auxerrois se classe aussi septième au nombre de titularisations, au même rang que Júlio Tavares. Dans ce même classement, le gardien Baptiste Reynet prend la première place en compagnie de Yeni N'Gbakoto et de Sébastien Puygrenier, avec trente-huit matchs débutés.

### Joueurs prêtés
Arrivé au club au mois de juin 2015, Charly Dutournier est prêté dès sa signature à l'US Boulogne Côte d'Opale pour une saison. Il dispute deux des trois premiers matchs courant août, à Épinal puis à Chambly,, avant de ne plus jouer pour le club boulonnais. Il quitte le club quatre mois après son arrivée et revient au Dijon FCO,.

### Joueurs en sélection nationale

#### Équipe d'Arménie
Gaël Andonian est appelé pour un match amical contre la Biélorussie lors de la trêve internationale de mars. Lors de cette rencontre, il est titulaire en défense centrale et fête sa septième sélection. Le match se termine sur le score de zéro à zéro.
Il est une nouvelle fois convoqué pour deux matchs amicaux de fin de saison aux États-Unis, contre le Guatemala et le Salvador. Lors de la première rencontre, son équipe étrille son adversaire sur le score de sept à un. Le défenseur formé à l'Olympique de Marseille, titulaire, joue l'intégralité du match. Durant la seconde, Andonian joue encore une fois l'intégralité du match, gagné quatre à zéro par son équipe.
| Joueurs       | Position  |        |        |        |
| Gaël Andonian | Défenseur | 90 min | 90 min | 90 min |

#### Équipe du Cap-Vert
Júlio Tavares est convoqué avec sa sélection du Cap-Vert lors de la trêve internationale de novembre, pour deux matchs comptant pour le deuxième tour de qualification de la zone Afrique des éliminatoires de la Coupe du monde 2018, contre le Kenya,. Lors du match aller, Tavares ne joue pas et son équipe s'incline un à zéro,. Quatre jours plus tard, le Cap-Vert se qualifie grâce à une victoire deux à zéro, mais Júlio Tavares ne joue pas la moindre minute.
Il est de nouveau appelé en mars pour deux matchs face au Maroc, comptant pour les qualifications à la Coupe d'Afrique des nations. Lors du premier, Tavares entre en jeu à la trente-deuxième minute, mais ne parvient pas à marquer et éviter la défaite de son équipe, malgré de multiples occasions. Lors du second match contre les mêmes adversaires, il est titulaire. Le Cap-Vert perd deux à zéro.
| Joueurs       | Position  |   |   |        |        |
| Júlio Tavares | Attaquant | - | - | 58 min | 69 min |

#### Équipe de Côte d'Ivoire
Abdoulaye Bamba est sélectionné par l'entraîneur Michel Dussuyer pour un match amical face à la Hongrie,. Il est convoqué en raison des absences de Serge Aurier et de Brice Dja Djédjé. Remplaçant au début de la rencontre, il entre en jeu à la place de Wilfried Kanon à un quart d'heure de la fin du match et fête ainsi sa première sélection internationale. Le match se termine sur le score de zéro à zéro. Il est de nouveau appelé quelques jours plus tard pour la rencontre contre le Gabon, comptant pour les qualifications à la Coupe d'Afrique des nations. Remplaçant au début du match, il remplace Adama Traoré à la soixante-dix-septième minute, et participe donc à la victoire ivoirienne deux à un.
| Joueurs         | Position  |        |        |
| Abdoulaye Bamba | Défenseur | 15 min | 13 min |

#### Équipe du Sénégal olympique
Mouhameth Sané est convoqué pour la première fois en équipe du Sénégal olympique lors de la deuxième trêve internationale de la saison, début octobre. Le match est finalement annulé quelques jours avant la rencontre, à la suite d'un imbroglio entre les deux sélections,.

### Récompenses et distinctions
Après chaque journée de championnat, le site internet du magazine France Football soumet son équipe-type de la journée de Ligue 2, qui récompense les onze joueurs ayant obtenu les meilleures notes lors de leur match. Plusieurs joueurs de l'effectif ont fait partie de cette équipe-type cette saison. Le plus souvent récompensé est Christopher Jullien, avec six nominations lors des journées 2, 4, 5, 7, 9 et 18. Vient ensuite Frédéric Sammaritano lors des journées 5, 6, 7, 9 et 12. Loïs Diony est lui récompensé par quatre fois, lors des matchs 23, 28, 29 et 31. Trois autres joueurs prennent place dans l'équipe-type de la journée à deux reprises, il s'agit de Romain Amalfitano lors des treizième et quinzième[réf. nécessaire] journées, de Jordan Marié lors des vingt-et-unième et vingt-sixième journées et de Cédric Varrault lors des treizième et vingt-huitième journées. Enfin, huit joueurs sont nommés une seule fois : Gaël Andonian, Jérémie Bela, Anthony Belmonte, Quentin Bernard, Baptiste Reynet, Arnaud Souquet[réf. nécessaire] et Júlio Tavares[réf. nécessaire]. À la mi-saison déjà, Jullien et Sammaritano faisaient partie de l'équipe-type de la division.
Tous les mois, beIN Sports et l'UNFP organisent le trophée du Joueur du mois, récompensant le meilleur joueur du championnat de chaque mois, selon le vote des internautes. Deux dijonnais sont nommés cette saison. Il s'agit d'abord de Christopher Jullien en septembre, devançant Famara Diédhiou et Pape Sané avec quarante pour cent des suffrages. L'autre joueur récompensé est Frédéric Sammaritano durant le mois de février, avec près de la moitié des vois décernées et devant Anatole Ngamukol et Alexandre Bonnet. Júlio Tavares est lui nommé pour le mois de novembre, mais est battu par Yeni N'Gbakoto et Maurice-Junior Dalé.
Chaque année civile, France Football attribue des récompenses individuelles aux joueurs et clubs des championnats français. C'est le milieu de terrain Frédéric Sammaritano, joueur de l'AJ Auxerre de janvier à juin 2015, qui est élu Joueur de Ligue 2. Le joueur n'est cependant « pas forcément fier », considérant que ce prix récompense avant tout le collectif.
À la fin de la saison, les trophées UNFP récompensent les meilleurs acteurs de Ligue 1 et Ligue 2, selon les joueurs et entraîneurs eux-mêmes. Cinq dijonnais sont nommés à l'issue de la saison : Frédéric Sammaritano dans la catégorie du Meilleur joueur de Ligue 2, Olivier Dall'Oglio pour le Meilleur entraîneur, Baptiste Reynet parmi les Meilleurs gardiens, ainsi que Christopher Jullien et Loïs Diony pour faire partie de L’équipe type de la saison. Finalement, Dall'Oglio et Reynet sont élus, au contraire de Sammaritano. Un joueur du DFCO figure aussi parmi chaque ligne de l'équipe-type de la saison : Baptiste Reynet dans les buts, Christopher Jullien en défense, Frédéric Sammaritano au milieu de terrain et Loïs Diony en attaque.
Le dernier titre décerné au DFCO cette saison est celui de meilleur speaker, pour celui qui officie au Stade Gaston-Gérard : Anthony Buonocore,.
De même, chaque mois, les supporters dijonnais élisent le joueur du mois du Dijon FCO. En fin de saison est alors élu le joueur dijonnais de l'année. 
| Mois      | Joueur               |
| --------- | -------------------- |
| Août      | Frédéric Sammaritano |
| Septembre | Christopher Jullien  |
| Octobre   | Frédéric Sammaritano |
| Novembre  | Cédric Varrault      |
| Décembre  | Romain Amalfitano    |
| Janvier   |                      |
| Février   | Cédric Varrault      |
| Mars      | Loïs Diony           |
| Avril     | Pierre Lees-Melou    |
| Année     | Loïs Diony           |

## Tactique
| \| Reynet 30 Bamba 15 Jullien 6 Varrault 27 Souquet 2 Marié 14 Gastien 22 Sammaritano 18 Amalfitano 20 Tavares 11 Diony 9 \| L'équipe type de la saison en 4-4-2. · D'après les temps de jeu à leur poste. |
| Reynet 30 Bamba 15 Jullien 6 Varrault 27 Souquet 2 Marié 14 Gastien 22 Sammaritano 18 Amalfitano 20 Tavares 11 Diony 9                                                                                     |

## Aspects juridiques et économiques

### Structure juridique et organigramme

#### Statut
La section professionnelle du club est une société anonyme sportive professionnelle (SASP) créée le 21 juin 2004. C'est une société anonyme à directoire. Le président du club Olivier Delcourt, PDG de la société Dijonnaise de voies ferrées (DVF) est également actionnaire du club. L'autre actionnaire principal est Francis Pennequin, gérant de l'entreprise Pennequin.

#### Direction
Le Dijon FCO est présidé depuis 2012 par Olivier Delcourt. Gilles Bordes est également membre du conseil de surveillance. Loïc Berthommier est le responsable commercial, Déborah Maizil s'occupe de la boutique, Gérard Pastor de la sécurité et Aurélien Gaudriot de la communication. Jean-Carl Tonin et Sébastien Larcier s'occupent eux du recrutement.

### Éléments comptables
Le budget du club pour cette saison est de dix millions et demi d'euros, soit un million de plus que la saison passée,.

### Sponsors et équipementier
Depuis trois saisons, c'est l’équipementier italien Kappa qui habille les joueurs du club. Le maillot possède cinq sponsors. Veolia, présent depuis quatre ans, est le principal logo affiché sur la face du maillot. Le fabricant d'extincteurs IPS, lui aussi aux côtés du club depuis quatre ans, et l'entreprise du président Delcourt, DVF, sont eux aussi sur la face avant du maillot, entourant l'écusson sur la poitrine. Le groupe Leader Interim possède son logo, comme depuis cinq ans, sur la manche droite du maillot. L'entreprise de chauffage Dalkia voit son logo affiché dans le dos des joueurs, sous le numéro du maillot. La société locale Diveo, spécialisée dans le ramassage d'ordures est également un des sponsors. Elle est affichée sur le maillot d'échauffement des joueurs.
Début février, un nouveau sponsor est annoncé en marge de la réception du Valenciennes FC. Il s'agit de la Caisse d'épargne, dont le logo s'affichera sur les chaussettes des joueurs. Cet accord, une première en France et d'une durée de cinq saisons, permettra aussi au groupe d’apposer son nom sur la tribune en construction.
| Compétition       | Devant du maillot  | Derrière du maillot | Manches                 | Short              | Chaussettes      |
| ----------------- | ------------------ | ------------------- | ----------------------- | ------------------ | ---------------- |
| Ligue 2           | Veolia, DVF et IPS | Dalkia              | Leader Interim          | Engie Ineo         | Caisse d'épargne |
| Coupe de France   | PMU                | Crédit agricole     | Carrefour et Volkswagen | -                  | -                |
| Coupe de la Ligue | Veolia et FDJ      | Point.P             | -                       | France Télévisions | -                |

## Influence populaire

### Affluence
L'été 2015 marque le début du chantier de la tribune Est du Stade Gaston-Gérard. C'est la troisième tribune à être reconstruite, après la tribune Nord en 2009 et la tribune Sud en 2010. Le projet final est d'avoir un stade d'environ 22 000 places. Le coût de cette nouvelle tribune était de plus de vingt-et-un millions d'euros à son lancement en début d'année 2014, mais il a été ramené à un peu plus de dix-huit millions d'euros après l'annonce de l'architecte choisi,. La tribune est conçue pour s'intégrer au mieux dans le quartier.
Le chantier débute au début du mois de juillet 2015, et s'étale sur deux années, pour finir en 2017. La capacité du stade, initialement de 16 098 places est porté à environ 10 500 places durant la durée des travaux.
Affluence du Dijon FCO à domicile

### Retransmissions télévisées
Cette saison en Ligue 2, les diffuseurs sont les mêmes que lors de la saison précédente, à savoir beIN Sports et Eurosport. La filiale du groupe Al Jazeera diffuse neuf rencontres par journées, dont huit matchs en multiplex le vendredi soir à vingt heures. Un neuvième est diffusé le samedi à quatorze heures. Le dixième et dernier match se dispute le lundi soir à vingt heures trente, en direct sur Eurosport 2.
Les cinq premiers matchs de championnat sont diffusés le vendredi soir à vingt heures, dans le multiplex de beIN Sports 2. La cinquième journée contre l'US Créteil-Lusitanos est toutefois match directeur du multiplex, c'est-à-dire que le match est la rencontre principale du vendredi soir.
Au premier tour de la Coupe de la Ligue, une seule rencontre est diffusée par France 4. Cette saison, il s'agit de la rencontre entre le RC Lens et l'AC Ajaccio qui se dispute une heure et demie avant les autres matchs, le 11 août. Lors du second tour, c'est le match qui oppose Évian Thonon Gaillard au Clermont Foot 63 qui est diffusé.
| Diffuseur        | Rencontres | Pourcentages |
| ---------------- | ---------- | ------------ |
| beIN Sports 1    | 14         | 32 %         |
| beIN Sports 2    | 19         | 44 %         |
| beIN Sports Max  | 1          | 2 %          |
| Eurosport        | 1          | 2 %          |
| Eurosport 2      | 3          | 7 %          |
| France 4         | 0          | 0 %          |
| France 3 Régions | 0          | 0 %          |
| Aucun diffuseur  | 6          | 14 %         |
| Total            | 44         | 100 %        |

## Détail des matchs

### Coupe de la Ligue
Le DFCO étant un club de Ligue 2, il entame la compétition au premier tour. Le tirage au sort, effectué le 16 juillet au Stade Charléty, indique au Dijon FCO la réception de l'US Créteil-Lusitanos. Le club dijonnais reçoit au second tour le vainqueur du match opposant le Paris FC au FC Metz, que ces derniers ont remporté après les prolongations,.

## Équipe réserve et équipes de jeunes

### Équipe réserve
L’équipe réserve du club sert de tremplin vers l'équipe première pour les jeunes du centre de formation.
Lors de la saison précédente, le club a fini septième de sa poule. David Linarès entame sa deuxième saison en tant qu'entraîneur. L'équipe dijonnaise évolue dans le groupe E pour cette saison 2015-2016. Elle reprend l'entrainement à la fin du mois d'août.

### Équipes de jeunes
Le Dijon FCO aligne des équipes de jeunes dans toutes les catégories, notamment en U19 Nationaux et en U17 Nationaux.
L'équipe des moins de 19 ans du club participe au championnat national des moins de 19 ans, dans le groupe B, et à la Coupe Gambardella. Ils sont entraînés cette saison encore par l'ancien joueurs Grégory Peres. L'équipe des moins de 17 ans, entraînée par Sébastien Perrin, évolue elle dans le championnat national des moins de 17 ans, au sein du groupe C.
Après un début de saison compliqué en termes de résultat, avec aucune victoire lors des cinq premiers matchs pour les U19 et seulement un succès pour les U17 sur la même période, les deux équipes arrivent finalement à se maintenir à l'échelon national pour la saison prochaine. Les moins de 19 ans se sont cependant montré inconstants, réussissant de belles performances contre l'OL par exemple mais en se faisant accrocher par des équipes moins bien classées.
Le Dijon FCO fait son entrée en Coupe Gambardella en soixante-quatrièmes de finale, comme tous toutes les autres équipes U19 de niveau national. Pour ses débuts dans la compétition, les dijonnais doivent se déplacer chez le Sarreguemines Football Club, dont l'équipe U19 évolue au niveau District. Le match est maîtrisé et les dijonnais s'imposent cinq à zéro,. Au tour suivant, le DFCO reçoit le CS Sedan-Ardennes,, vainqueur de Créteil au tour précédent.